# Tan Yunxian
Tan Yunxian (chinesisch 谈允贤, Pinyin Tán yŭn xián; 1461–1554) war eine Ärztin während der Zeit der Ming-Dynastie in China.

## Leben
Tans Großmutter war die Tochter eines Arztes. Der Großvater hatte sie geheiratet um selbst etwas über Medizin zu lernen. Zwei der Söhne der Großeltern bestanden das Jinshi-Examen und wurden Beamte. Einer davon war Tans Vater. Aufgrund der Zuneigung ihrer Großeltern zu Yunxian, gaben sie der klugen Enkelin ihr medizinisches Wissen weiter. Tan Yunxian heiratete, bekam vier Kinder und praktizierte weiterhin als Medizinerin für Frauen. Tan lebte bis zu einem hohen Alter von 93 Jahren.

### Medizinische Aktivitäten
Tan Yunxians medizinische Behandlungen waren fast ausschließlich auf Frauen zugeschnitten. Anfangs behandelte sie ihre eigenen Kinder unter der Anleitung ihrer Großmutter bei der Diagnose. In den Aufzeichnungen werden 31 Patienten beschrieben. Gewöhnlich handelte es sich um chronische Erkrankungen. In der Ming-Zeit gab es offenbar viele Frauenleiden (Menstruationsbeschwerden, Zwischenblutungen, Bauchschmerzen, Fehlgeburten, Unfruchtbarkeit, Postpartale Stimmungskrisen). Weitere Krankheiten waren teilweise durch Geschlechtsverkehr übertragbar oder gewöhnliche Erkrankungen (Kopfschmerz und Migräne, Wechseljahrssymptome, Durchfall, Husten).
Tan verfasste, wie viele Literaten-Doktoren, oft Kräuterrezepte und praktizierte Moxibustion. Die Behandlung sollten vor allem die Zirkulation des Qi anregen. Da die Moxibustion eine Berührung zwischen Arzt und Patient erfordert, war es männlichen Ärzten nicht erlaubt diese Behandlung bei ehrbaren Frauen durchzuführen. Zahlreiche Anamnesen die von Tan verfasst wurden, lassen darauf schließen, dass die Frauen oft vor allem an Erschöpfung (Überarbeitung) litten.
Auch wenn Tan für Gynäkologie, Pädiatrie und Geburtshilfe ausgebildet war, waren ihre Erfahrungen in anderen Gebieten sehr begrenzt. Außerdem konnte sie ihre Kenntnisse nur in einem sehr beschränkten Umfeld, auf dem Land und bei Freundinnen, anwenden. Ihr Buch Aussprüche einer Weiblichen Doktorin, konnte sie nicht veröffentlichen. Ihr Sohn musste die Druckblöcke für den Blockdruck selbst schneiden.

## Weibliche Ärzte in der Ming-Zeit
Im Unterschied zu den männlichen Ärzten im alten China, war es Frauen nicht möglich ihre Fähigkeiten von Meistern zu erlernen oder nach der Ausbildung eine eigene Praxis zu eröffnen. Für Frauen war die Ausbildung in der Familie der Ausbildungsstandard. Während Frauen in Wirklichkeit oft seht gut ausgebildet waren, machten sie nur selten theoretische Beiträge. Sie wurden ausbgebildet um den Frauen in ihrer Familie „unterstützende Arbeit“ (medizinische Versorgung) zu geben.

## In der Populärkultur
In der chinesischen Historien-Serie Die Kaiserliche Ärztin (女医·明妃传, nǚ yī·míng feī zhuàn, Cecilia Liu 2016) wird eine Ärztin dargestellt, welche die Merkmale von Tan mit der Ehefrau Empress Hang des Kaisers Jingtai vereint. In der Serie wurde der Name der Person vom eigentlichen chinesisch 談 zum homophonen Familiennamen chinesisch 譚 abgeändert.